# Lunar Landing Training Vehicle

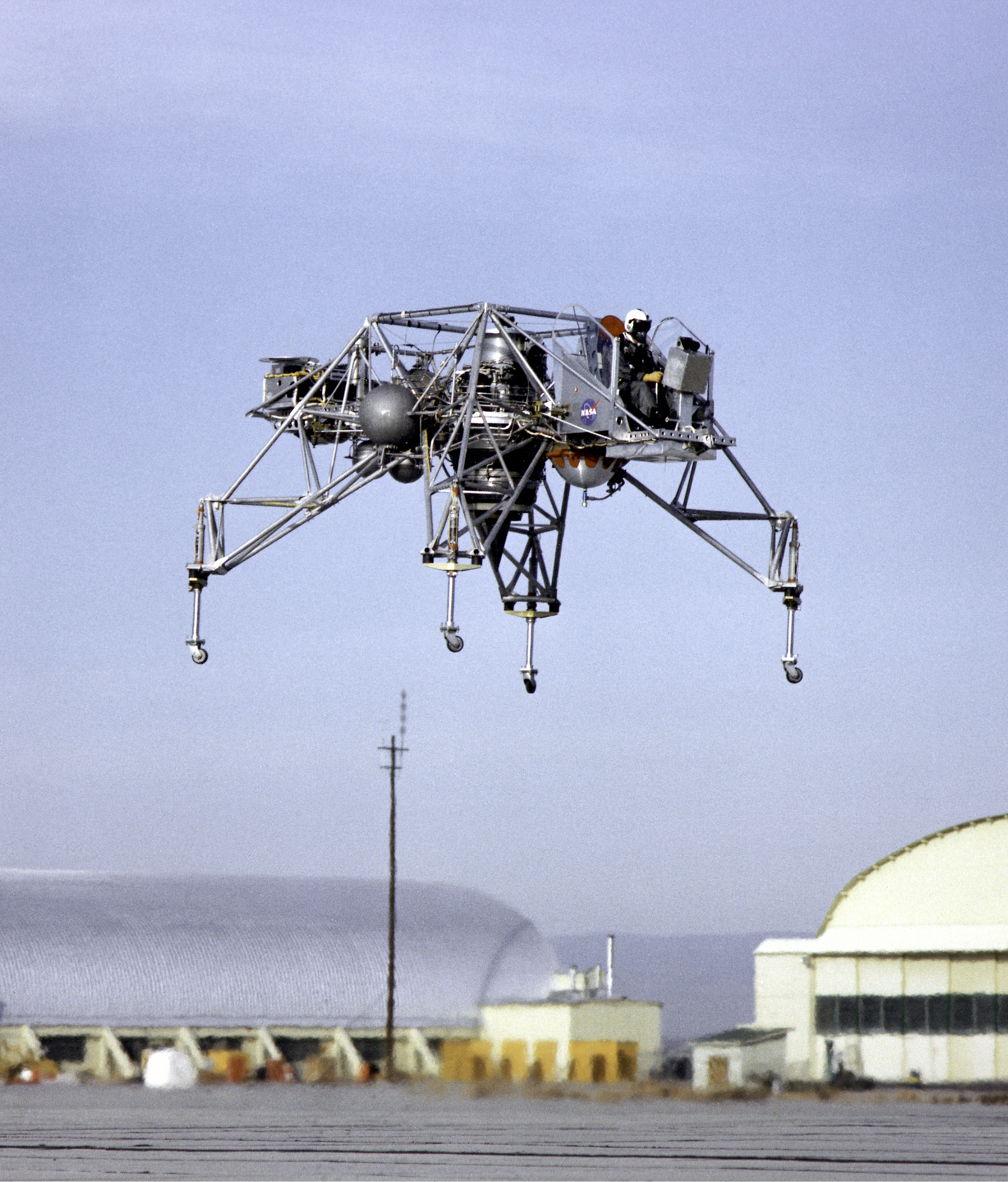
LLRV im Flug (1964)

Das Lunar Landing Research Vehicle (kurz LLRV, engl. für Mondlandungs-Versuchsgerät) und das Lunar Landing Training Vehicle (kurz LLTV, engl. für Mondlandungs-Trainingsgerät) sind vom Dryden Flight Research Center der NASA im Rahmen des Apollo-Programmes entwickelte Fluggeräte zur Erforschung und Einübung einer manuell gesteuerten Landung auf dem Mond. Ihr spartanischer Aufbau als unverkleidetes Aluminiumrohr-Gestell brachte ihnen den Spitznamen „Flying Bedstead“ („Fliegendes Bettgestell“) ein.

## Entwicklung

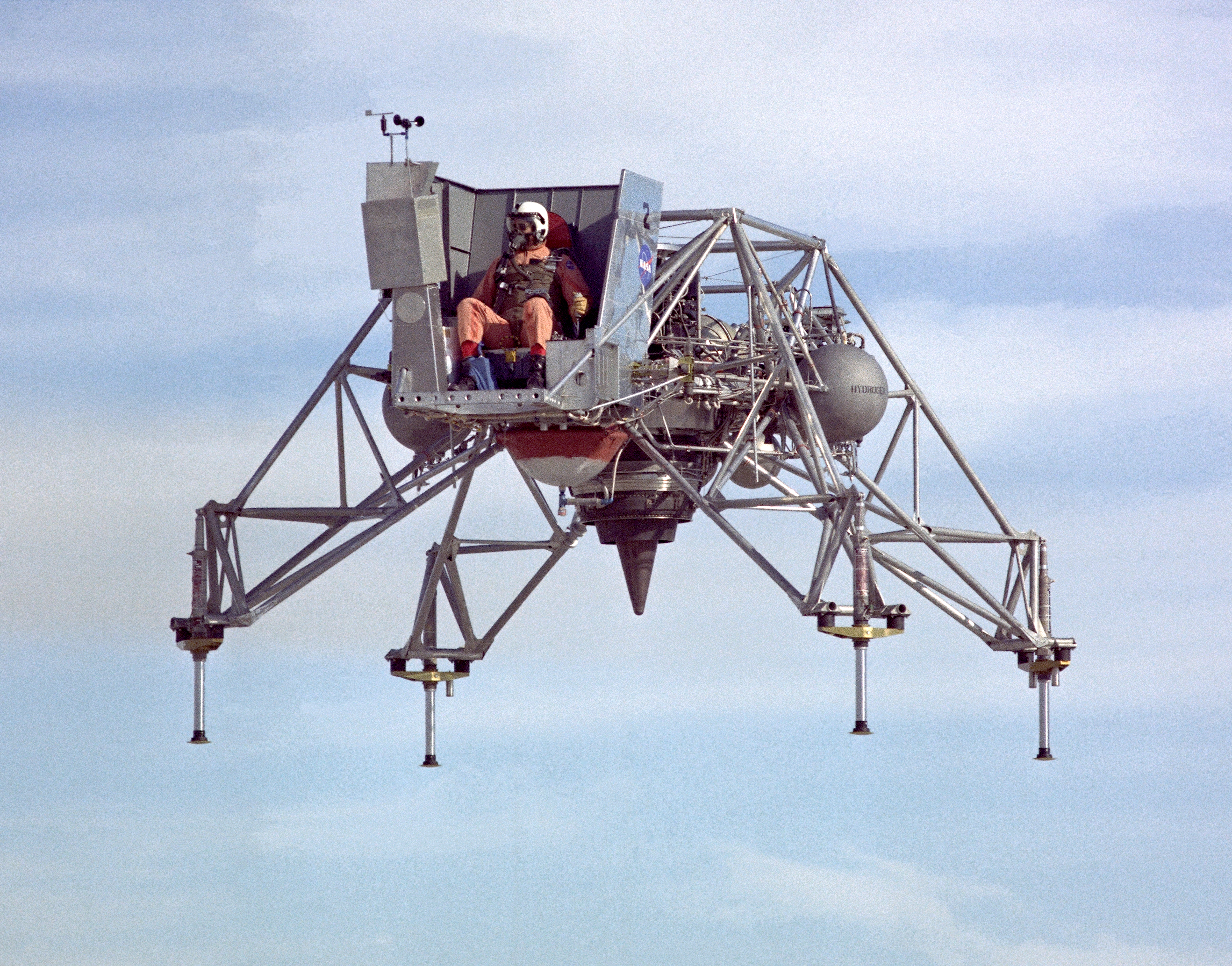
LLRV Nr. 2 im Flug (11. Januar 1967)

Zum Trainieren der Mondlandung wurden von der NASA drei Konzepte umgesetzt: Ein elektronischer Simulator, eine bewegliche aufgehängte Plattform (in Form der Lunar Landing Research Facility) und ein frei fliegender Simulator.
Da sich einige Ingenieure der Bell Aerosystems Company bereits einige Gedanken zu solch einem frei fliegenden Mondlandungssimulator gemacht hatten, wurde der Firma im Dezember 1961 von der NASA ein Vertrag über 50.000 US-Dollar zur Entwicklung eines Konzepts geboten. Nach dem Abschluss der Studie beauftragte NASA Bell im Februar 1963 mit der Produktion zweier LLRVs mit folgenden Eigenschaften:
- Start und Landung aus eigener Kraft
- Flughöhe 1200 m über Grund
- Fähigkeit zu schweben und sich horizontal zu bewegen
- Flugzeit von 14 Minuten

## Aufbau

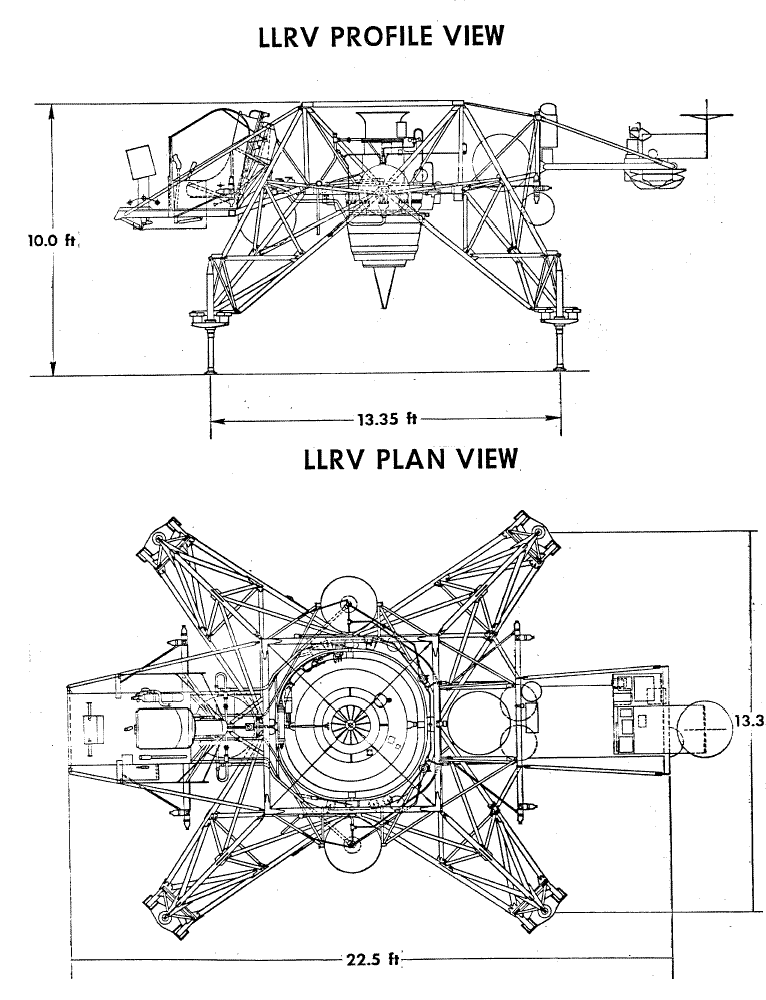

Die LLTVs sind Konstruktionen aus Aluminiumrohr, vier Landebeine um eine dreieckige Plattform. Zwischen zwei Beinen ragt das Cockpit hervor, zwischen den Beinen gegenüber eine Elektronik-Plattform.
Im Schwerpunkt des Gefährts befindet sich ein Strahltriebwerk General Electric CF700-2V in einer kreiselstabilisierten Plattform, die das Triebwerk unabhängig von der Fluglage immer senkrecht hält. Indem der Schub des Triebwerks auf 5/6 der Gewichtskraft des LLTVs geregelt wird, kann die Schwerebeschleunigung auf dem Mond simuliert werden, die 1/6 der Schwerebeschleunigung auf der Erde beträgt.
Des Weiteren ist ein System aus Auftriebs- und Steuerraketenmotoren installiert, die das Auftriebs- und Steuersystem der Apollo-Mondlandefähre möglichst exakt nachbilden. Die Lage-Triebwerke benutzen Wasserstoffperoxid als Treibstoff, das über ein Helium-Drucksystem gefördert wird.
Das Cockpit sollte die Steuerung der Mondfähre nachahmen, dementsprechend wurde ein Fly-by-Wire-System installiert, das über einen Steuerknüppel und Pedale gesteuert wurde. In den LLTVs wurden 3-Achs-Steuerknüppel installiert, welche die Pedale überflüssig machten und so die Steuerung der Mondfähre noch besser nachbildeten. Ein künstlicher Horizont und radargesteuerte Geschwindigkeitsanzeigen boten realistische Anzeigen. Außerdem waren ein Schleudersitz und eine Kontrolleinheit für das Strahltriebwerk installiert.

## Einsatzgeschichte

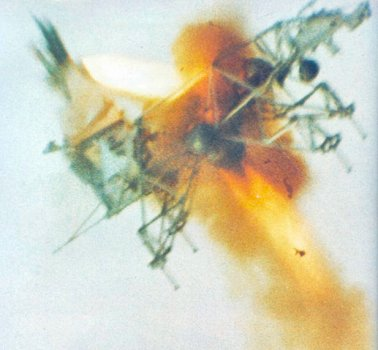
Nach einem Kontrollverlust kann sich der Pilot von LLTV-B2 am 29. Januar 1971 vor dem Absturz mit einem Schleudersitz retten

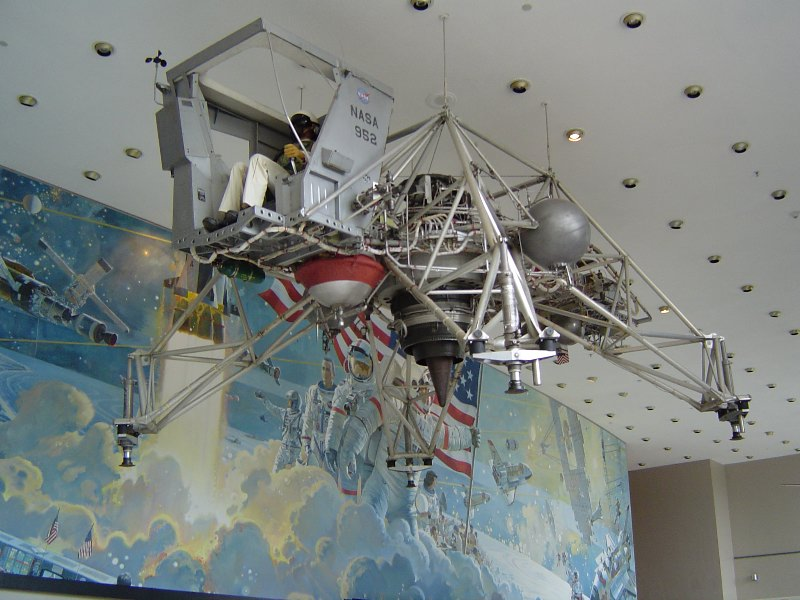
LLTV im NASA Johnson Space Center

Beide LLRVs wurden im April 1964 an die NASA ausgeliefert. Auf der Edwards Air Force Base wurden im folgenden September erste Triebwerkstests am Boden durchgeführt, schließlich erfolgte am 30. Oktober der Erstflug des LLRV Nr. 1 mit Joseph Albert Walker am Steuer. Das Fluggerät wurde ausgiebig getestet und konnte so innerhalb von zwei Jahren über 175 Flüge verzeichnen. Aufgrund der Ergebnisse der Tests bestellte die NASA Mitte 1966 drei LLTVs von Bell, welche die Bezeichnungen LLTV B1, LLTV B2 und LLTV B3 erhielten.
Ende 1966 zentralisierte die NASA das Trainingsprogramm im Manned Spacecraft Center in Houston, wohin das LLRV Nr. 1 im Dezember transportiert wurde. Der Erstflug des LLRV Nr. 2 fand im Januar 1967 statt, nach fünf weiteren Flügen wurde es dann ebenfalls nach Houston gebracht. Dort erhielten dann beide LLRVs Modifikationen, die sie den etwas weiter entwickelten LLTVs gleichstellten. Die neuen Bezeichnungen für die LLRVs lauteten nun LLTV A1 und LLTV A2.
Im Verlauf des Trainingsprogramms sind drei LLTV abgestürzt, in allen Fällen konnten sich die Piloten jedoch mit dem Schleudersitz retten:
- LLTV A1 mit Pilot Neil Armstrong verlor am 6. Mai 1968 in etwa 10 m Höhe Heliumdruck in den Treibstofftanks, was zum Ausfall der Steuermotoren führte.
- Pilot Joe Algranti verlor im Dezember 1968 in böigem Wind die Kontrolle über LLTV B1 und betätigte den Schleudersitz kurz vor dem Aufschlag.
- LLTV B2 mit Pilot Stu Present erlitt am 29. Januar 1971 einen Ausfall des elektrischen Systems und infolge den Ausfall des Lagekontrollsystems.

Das LLTV-Trainingsprogramm endete nach mehreren hundert Flügen mit dem letzten Flug am 13. November 1972, durchgeführt von Eugene Cernan als Teil seines Trainings für Apollo 17. Die verbliebenen zwei LLTVs sind im Dryden Flight Research Center (LLTV A2) und im Johnson Space Center (LLTV B3) ausgestellt.